# Foameix-Ornel
Foameix-Ornel est une commune française située dans le département de la Meuse, en région Grand Est.

## Géographie

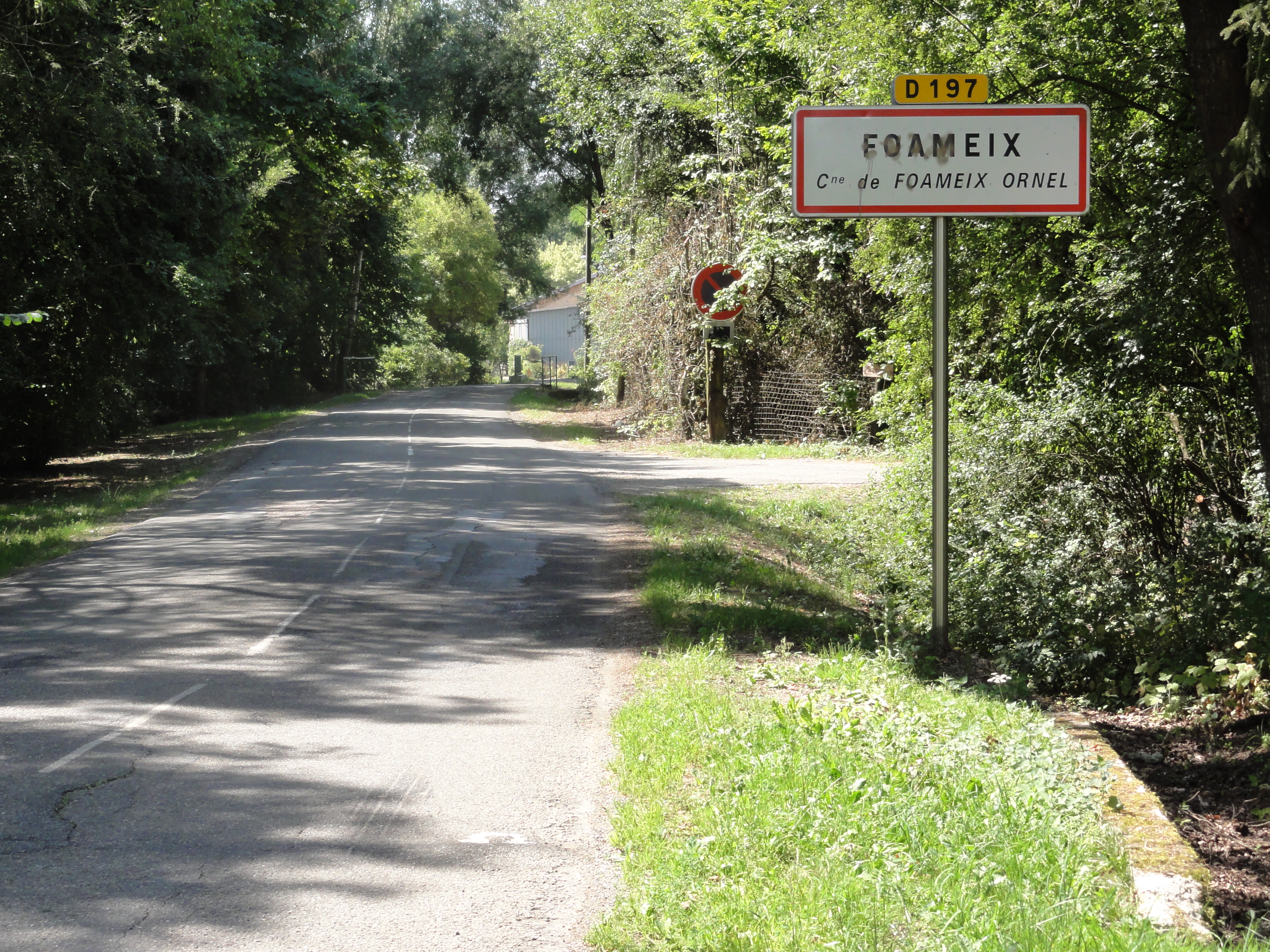
Entrée de Foameix.
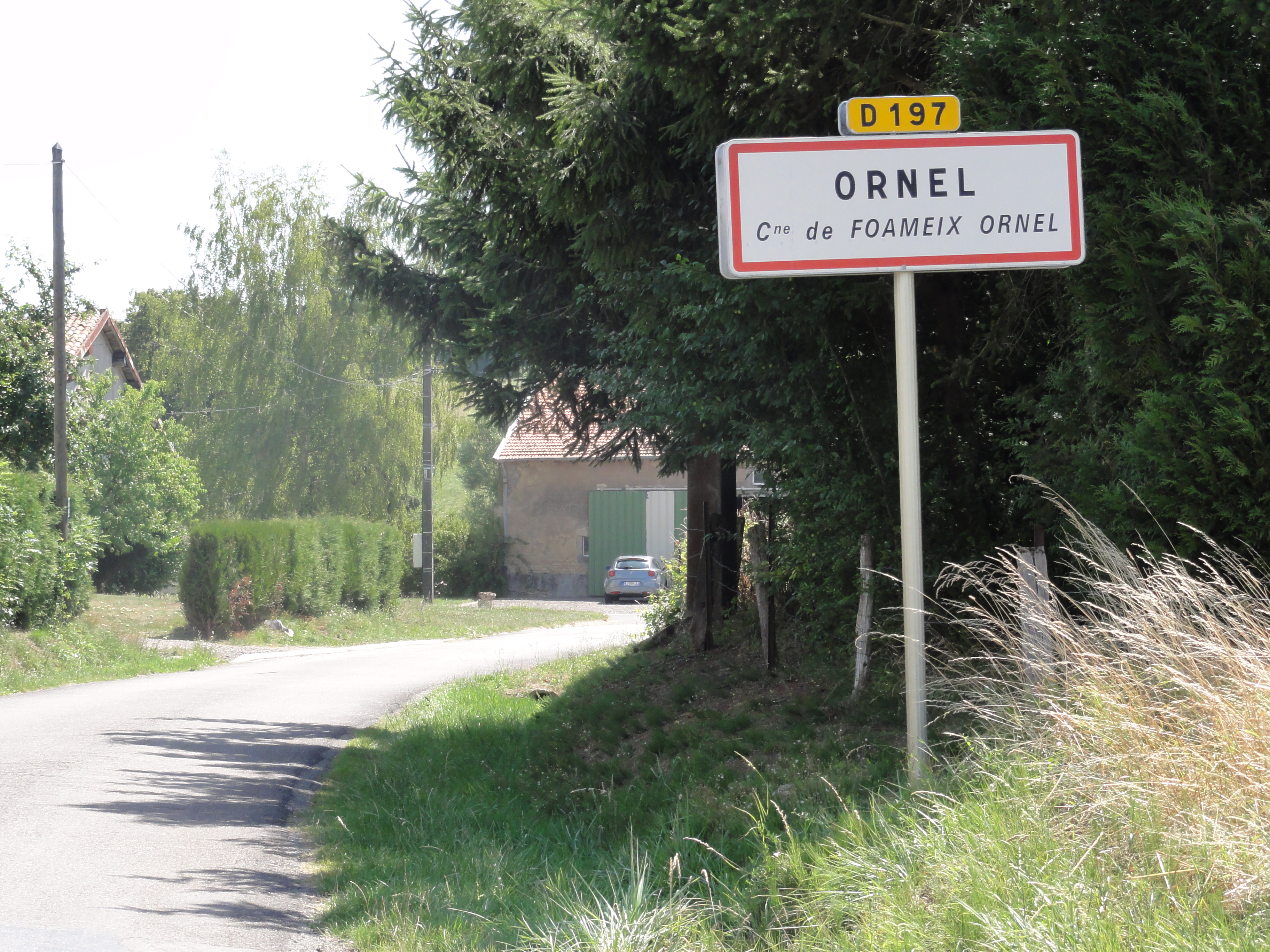
Entrée d'Ornel.

| Morgemoulin | Morgemoulin   | Amel-sur-l'Étang |
| Morgemoulin | Foameix-Ornel | Étain            |
| Fromezey    | Fromezey      | Étain            |

### Hydrographie

#### Réseau hydrographique
La commune est dans le bassin versant du Rhin au sein du bassin Rhin-Meuse. Elle est drainée par l'Orne, le ruisseau de Vaux, le ruisseau de Tavannes, le ruisseau du Gros Pre, le ruisseau de Tieronville et le ruisseau de l'Étang de la Fruissière,.
L'Orne, d'une longueur de 86 km, prend sa source dans la commune de Ornes et se jette  dans la Moselle à Richemont, après avoir traversé 25 communes. Les caractéristiques hydrologiques de l'Orne sont données par la station hydrologique située sur la commune d'Étain. Le débit moyen mensuel est de 1,17 m3/s. Le débit moyen journalier maximum est de 30,9 m3/s, atteint lors de la crue du 31 mai 2016. Le débit instantané maximal est quant à lui de 36,7 m3/s, atteint le 15 juillet 2021.
Le ruisseau de Vaux, d'une longueur de 14 km, prend sa source dans la commune de Douaumont-Vaux et se jette  dans l'Orne sur la commune, après avoir traversé six communes. Les caractéristiques hydrologiques du Ru de Vaux sont données par la station hydrologique située sur la commune de Morgemoulin. Le débit moyen mensuel est de 0,391 m3/s. Le débit moyen journalier maximum est de 10,4 m3/s, atteint lors de la crue du 20 décembre 1993. Le débit instantané maximal est quant à lui de 14,8 m3/s, atteint le 21 décembre 1993.
Le ruisseau de Tavannes, d'une longueur de 13 km, prend sa source dans la commune de Eix et se jette  dans l'Orne à Étain, après avoir traversé sept communes. 

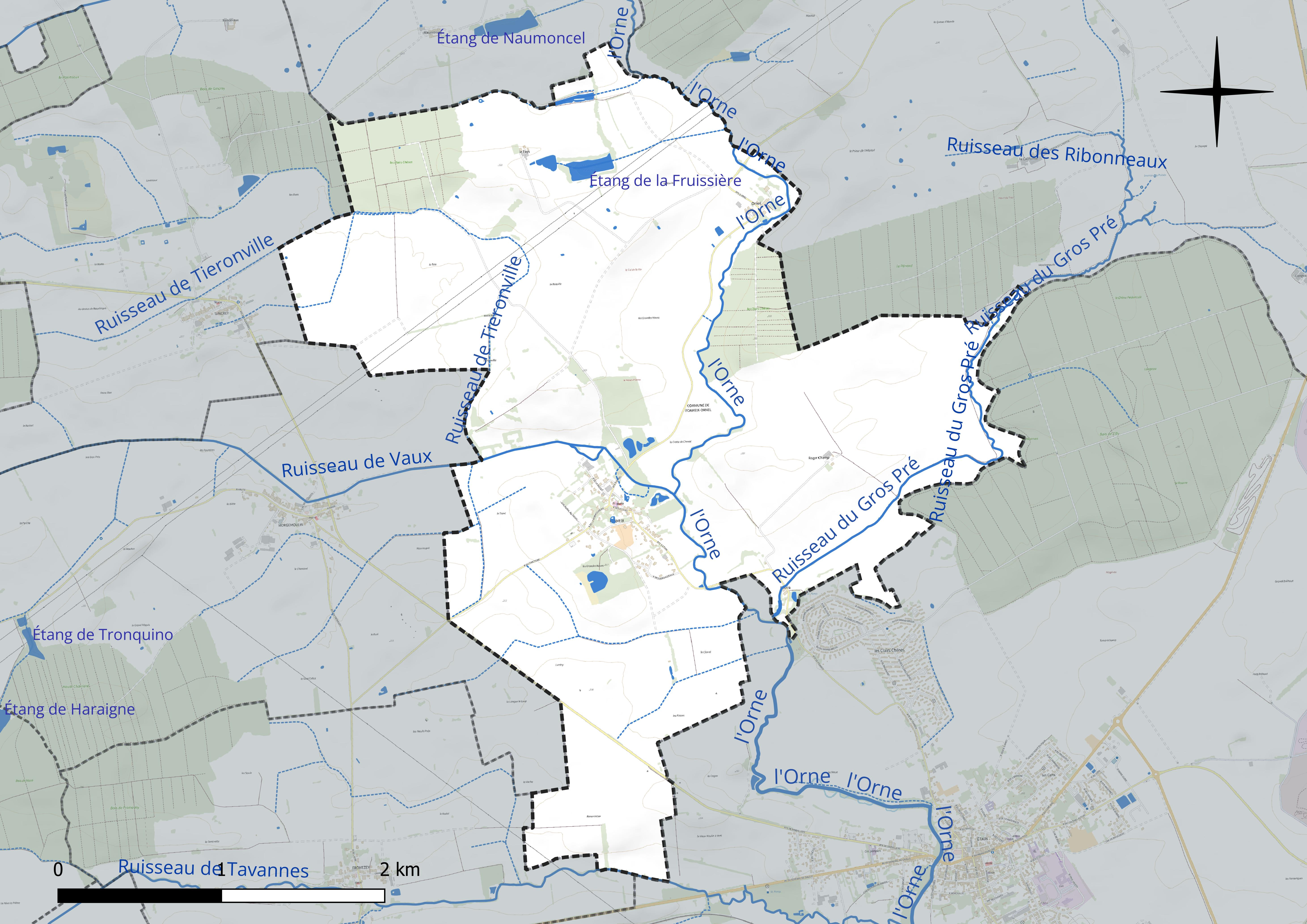
Réseau hydrographique de Foameix-Ornel.

Un plan d'eau complète le réseau hydrographique : l'étang de la Fruissière (2,6 ha),.

#### Gestion et qualité des eaux
Le territoire communal est couvert par le schéma d'aménagement et de gestion des eaux (SAGE) « Bassin ferrifère ». Ce document de planification concerne le périmètre des anciennes galeries des mines de fer, des aquifères et des bassins versants hydrographiques associés qui s’étend sur 2 418 km2. Les bassins versants concernés sont celui de la Chiers en amont de la confluence avec l'Othain, et ses affluents (la Crusnes, la Pienne, l'Othain), celui de l'Orne et ses affluents et celui de la Fensch, le Veymerange, la Kiesel et les parties françaises du bassin versant de l'Alzette et de ses affluents (Kaylbach, ruisseau de Volmerange). Il a été approuvé le 27 mars 2015. La structure porteuse de l'élaboration et de la mise en œuvre est la région Grand Est. 
La qualité des cours d’eau peut être consultée sur un site dédié géré par les agences de l’eau et l’Agence française pour la biodiversité. 

### Climat
Pour des articles plus généraux, voir Climat du Grand Est et Climat de la Meuse.
En 2010, le climat de la commune est de type climat des marges montargnardes, selon une étude du Centre national de la recherche scientifique s'appuyant sur une série de données couvrant la période 1971-2000. En 2020, Météo-France publie une typologie des climats de la France métropolitaine dans laquelle la commune est dans une zone de transition entre le climat océanique altéré et le climat océanique altéré et est dans la région climatique  Lorraine, plateau de Langres, Morvan, caractérisée par un hiver rude (1,5 °C), des vents modérés et des brouillards fréquents en automne et hiver. 
Pour la période 1971-2000, la température annuelle moyenne est de 9,6 °C, avec une amplitude thermique annuelle de 16,3 °C. Le cumul annuel moyen de précipitations est de 908 mm, avec 13,4 jours de précipitations en janvier et 9,3 jours en juillet. Pour la période 1991-2020, la température moyenne annuelle observée sur la station météorologique de Météo-France la plus proche, « Rouvres-en-woevre », sur la commune de Rouvres-en-Woëvre à 6 km à vol d'oiseau, est de 10,8 °C et le cumul annuel moyen de précipitations est de 668,3 mm. 
La température maximale relevée sur cette station est de 40,2 °C, atteinte le 24 juillet 2019 ; la température minimale est de −15,4 °C, atteinte le 7 février 2012,,. 
Les paramètres climatiques de la commune ont été estimés pour le milieu du siècle (2041-2070) selon différents scénarios d'émission de gaz à effet de serre à partir des nouvelles projections climatiques de référence DRIAS-2020. Ils sont consultables sur un site dédié publié par Météo-France en novembre 2022.

## Urbanisme

### Typologie
Au 1er janvier 2024, Foameix-Ornel est catégorisée commune rurale à habitat dispersé, selon la nouvelle grille communale de densité à sept niveaux définie par l'Insee en 2022.
Elle est située hors unité urbaine. Par ailleurs la commune fait partie de l'aire d'attraction de Verdun, dont elle est une commune de la couronne,. Cette aire, qui regroupe 103 communes, est catégorisée dans les aires de moins de 50 000 habitants,.

### Occupation des sols
L'occupation des sols de la commune, telle qu'elle ressort de la base de données européenne d’occupation biophysique des sols Corine Land Cover (CLC), est marquée par l'importance des territoires agricoles (93 % en 2018), une proportion identique à celle de 1990 (93 %). La répartition détaillée en 2018 est la suivante : 
terres arables (52,9 %), prairies (37,7 %), forêts (7 %), zones agricoles hétérogènes (2,4 %). L'évolution de l’occupation des sols de la commune et de ses infrastructures peut être observée sur les différentes représentations cartographiques du territoire : la carte de Cassini (XVIIIe siècle), la carte d'état-major (1820-1866) et les cartes ou photos aériennes de l'IGN pour la période actuelle (1950 à aujourd'hui).

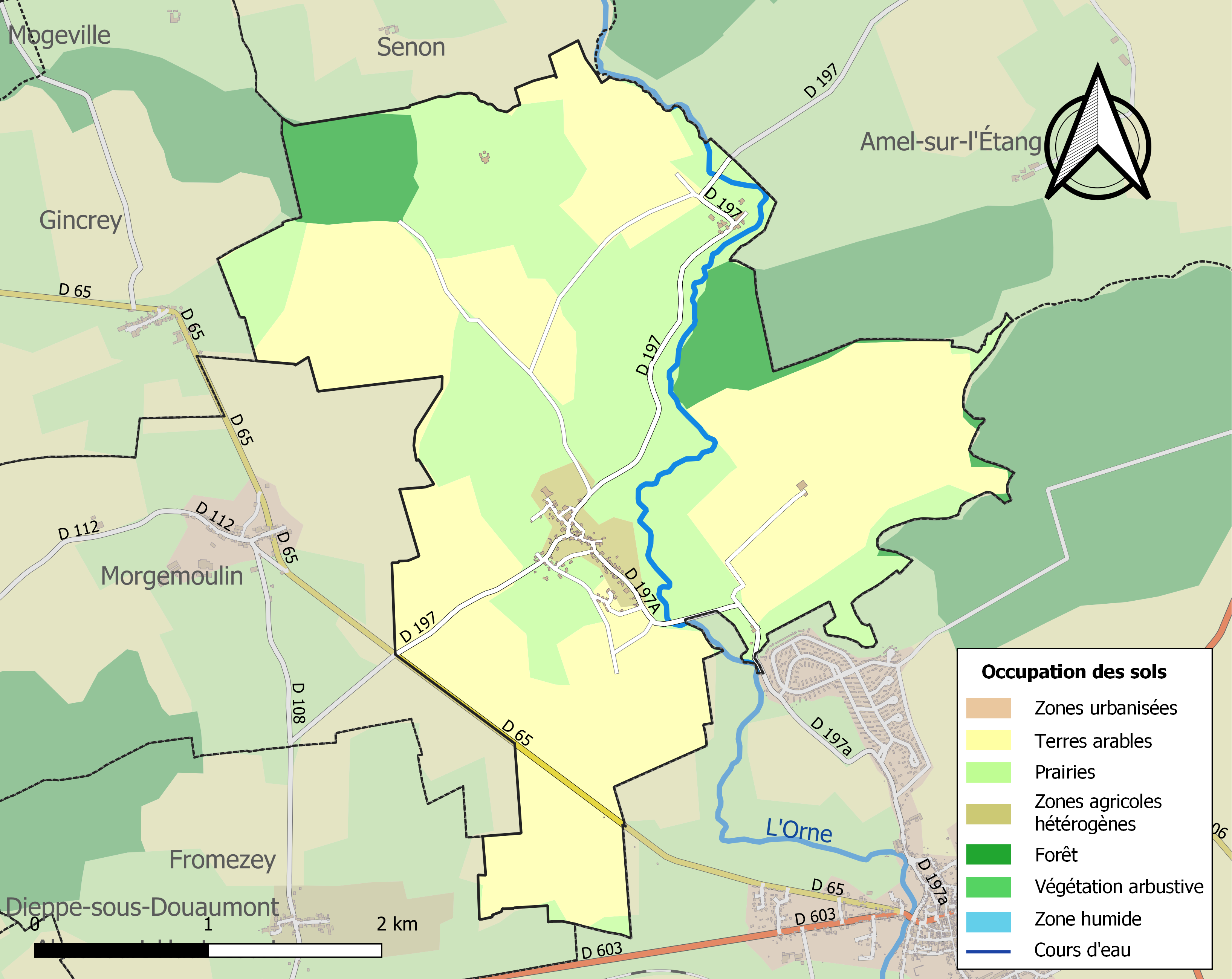
Carte des infrastructures et de l'occupation des sols de la commune en 2018 (CLC).

## Toponymie
Foameix est attesté sous les formes Fouameix (1228) ; Fouameis, Fouaumeix (1248) ; Fouamex (1252) ; Faumex (1549) ; Foüamaix (1671) ; Foamaix (1700) ; Fomexiæ (1738).

Meix de mansus, « ferme ». « Maix, c'est le nom que portent chez nous les jardins campagnards ». ( André Theuriet , Flavie , chap . II ). 
Ornel est attesté sous les formes Ornella (1152) ; Ornaille, Ornellis-villa, Orni, Ornei-villa (1152) ; Villa quæ Ornella nominant (1156) ; Ornelle (1296) ; Orneil (1656) ; Ornil (1756).

Ornel est le diminutif du nom de la rivière l'Orne, servant à nommer le village. Ernest Nègre nous donne pour la rivière Ornel une attestation de 865 : Olomnam qui pourrait confirmer la base *ol « eau ».

## Histoire
Le 1er janvier 1973, Foameix devient Foameix-Ornel à la suite de sa fusion-association avec Ornel. Il y a encore un maire délégué pour Ornel.

## Politique et administration

### Maires de Foameix puis de Foameix-Ornel
| Période | Période  | Identité                                         | Étiquette | Qualité                        |
| ------- | -------- | ------------------------------------------------ | --------- | ------------------------------ |
| 1965    | 1977     | Charles Bauchot                                  |           |                                |
| 1929    | 1941     | Gabriel L'Hote                                   |           |                                |
| 1941    | 1954     | Jean Henri Guillaume                             |           |                                |
| 1954    | 1959     | Maurice Rémy                                     |           |                                |
| 1959    | 1989     | Fernand George                                   |           | Premier Maire de Foameix-Ornel |
| 1989    | 1995     | Françoise George                                 |           |                                |
| 1995    | 2001     | Marc Gambette                                    |           |                                |
| 2001    | En cours | Gérard Christophe Réélu pour le mandat 2020-2026 |           | Ancien cadre                   |

## Population et société

### Démographie
L'évolution du nombre d'habitants est connue à travers les recensements de la population effectués dans la commune depuis 1793. Pour les communes de moins de 10 000 habitants, une enquête de recensement portant sur toute la population est réalisée tous les cinq ans, les populations de référence des années intermédiaires étant quant à elles estimées par interpolation ou extrapolation. Pour la commune, le premier recensement exhaustif entrant dans le cadre du nouveau dispositif a été réalisé en 2005.

En 2022, la commune comptait 228 habitants, en évolution de −5,39 % par rapport à 2016 (Meuse : −4,4 %, France hors Mayotte : +2,11 %).
| 1793 | 1800 | 1806 | 1821 | 1831 | 1836 | 1841 | 1846 | 1851 |
| ---- | ---- | ---- | ---- | ---- | ---- | ---- | ---- | ---- |
| 186  | 232  | 230  | 248  | 254  | 240  | 227  | 240  | 236  |

| 1856 | 1861 | 1866 | 1872 | 1876 | 1881 | 1886 | 1891 | 1896 |
| ---- | ---- | ---- | ---- | ---- | ---- | ---- | ---- | ---- |
| 216  | 196  | 204  | 173  | 179  | 189  | 172  | 173  | 166  |

| 1901 | 1906 | 1911 | 1921 | 1926 | 1931 | 1936 | 1946 | 1954 |
| ---- | ---- | ---- | ---- | ---- | ---- | ---- | ---- | ---- |
| 157  | 159  | 144  | 88   | 105  | 112  | 107  | 91   | 98   |

| 1962 | 1968 | 1975 | 1982 | 1990 | 1999 | 2005 | 2006 | 2010 |
| ---- | ---- | ---- | ---- | ---- | ---- | ---- | ---- | ---- |
| 825  | 75   | 117  | 171  | 195  | 193  | 187  | 183  | 195  |

| 2015 | 2020 | 2022 | - | - | - | - | - | - |
| ---- | ---- | ---- | - | - | - | - | - | - |
| 235  | 225  | 228  | - | - | - | - | - | - |

## Culture locale et patrimoine

### Lieux et monuments
- Église Saint-Quentin, reconstruite en 1926.
- Monument aux morts et carré militaire au cimetière.
- Croix de chemin d'Ornel (1913).

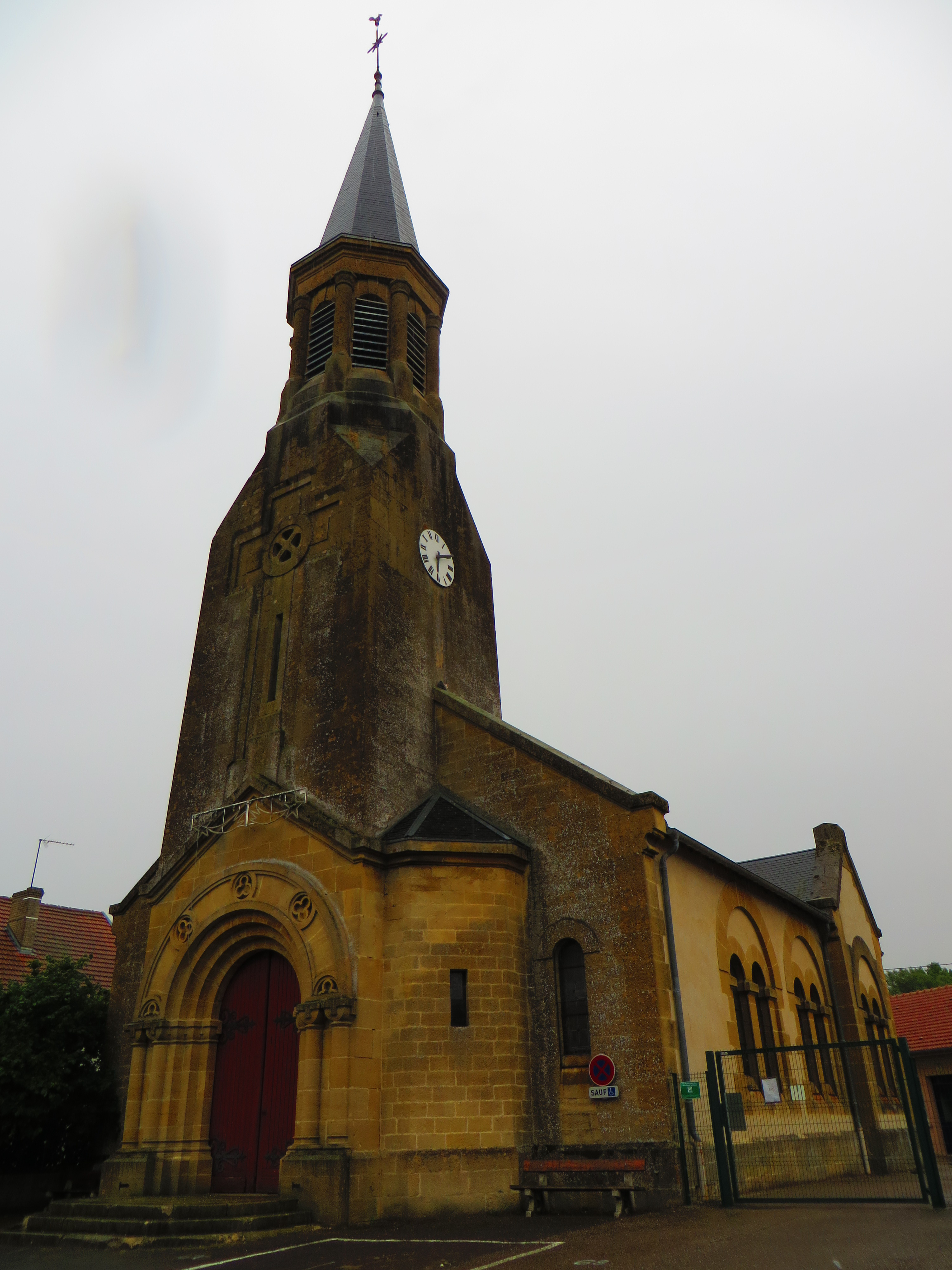
L'église Saint-Quentin de Foameix.
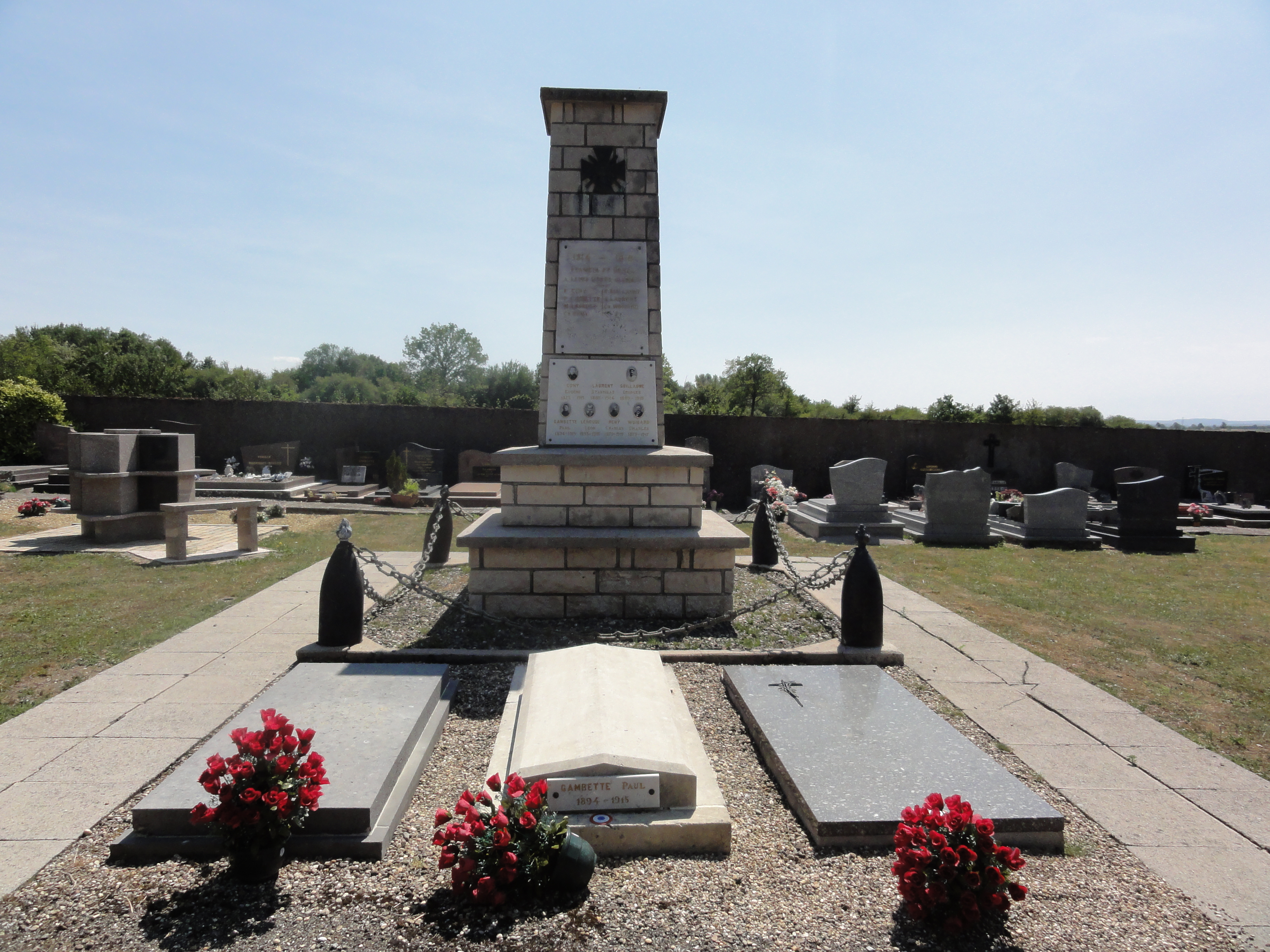
Monument aux morts et carré militaire.
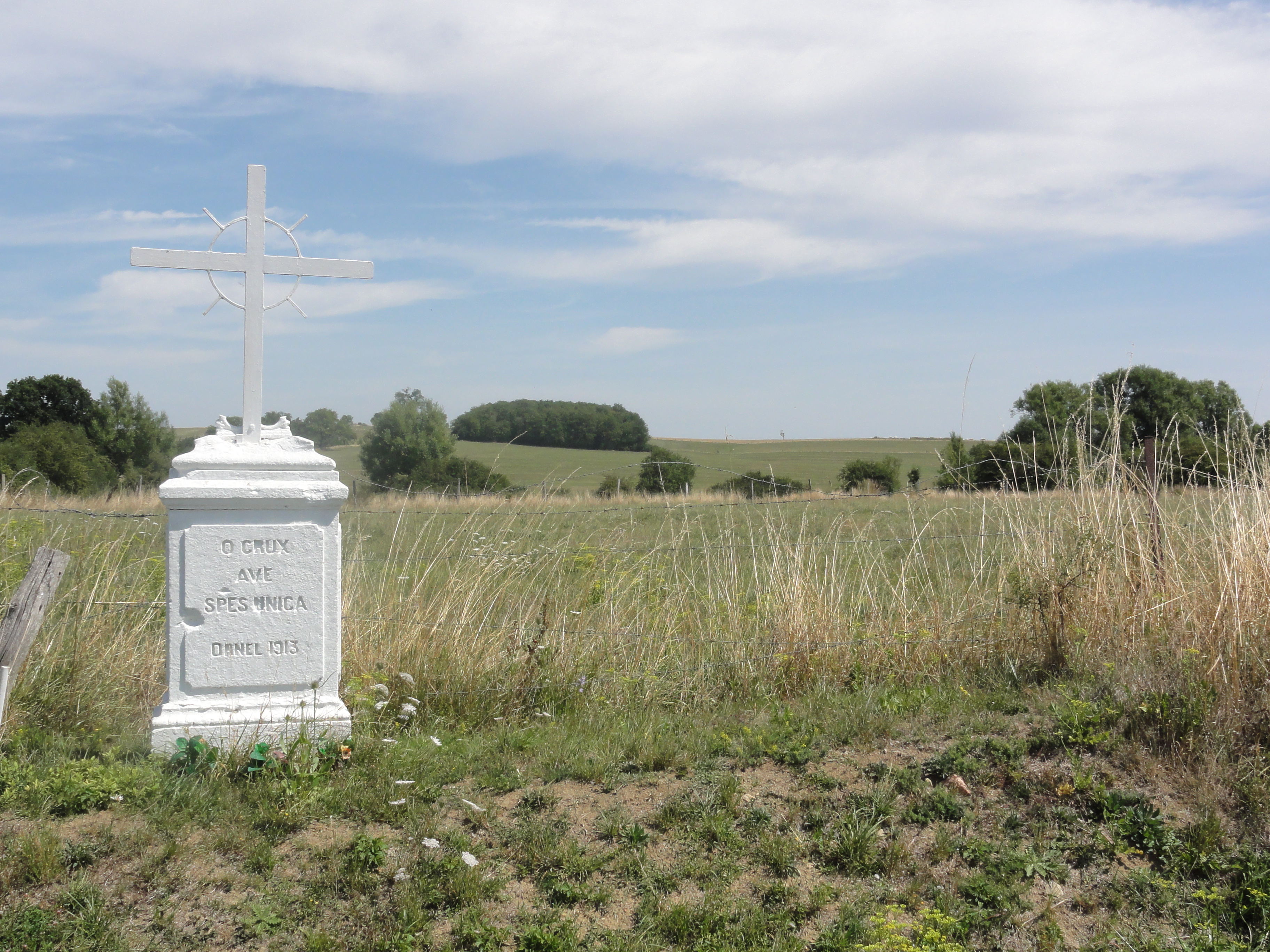
Croix de chemin Ornel.

### Héraldique
| Blason | Blasonnement : De sinople à la bande ondée d'argent chargée d'une grenouille de sinople, accompagnée en chef d'un clou de la Passion d'or et en pointe d'un épi de blé posé en bande du même. |